# Algirdas Brazys
Algirdas Brazys (Kaunas, 4 gennaio 1962) è un ex cestista e allenatore di pallacanestro lituano, fino al 1991 sovietico.

## Palmarès

### Giocatore
- Campionato sovietico: 3

Žalgiris Kaunas: 1984-85, 1985-86, 1986-87
- Campionato lituano: 2

Žalgiris Kaunas: 1993-94, 1994-95
- Coppa Intercontinentale: 1

Žalgiris Kaunas: 1986

### Allenatore
- Campionato lituano: 1

Žalgiris Kaunas: 2000-01
- Campionato estone: 1

Tartu Ülikooli: 2006-07